# Minnesota Democratic-Farmer-Labor Party
Pour les articles homonymes, voir DFL.
Le Minnesota Democratic-Farmer-Labor Party  ou DFL (en français, parti démocrate-paysan-ouvrier du Minnesota), est un parti politique américain présent dans l'État du Minnesota.

Ancien logo du Minnesota Democratic-Farmer-Labor Party.

Il fut créé le 15 avril 1944 quand le Parti démocrate du Minnesota (en) (Minnesota Democratic Party) et le Parti fermier-ouvrier fusionnèrent. Le parti est affilié au Parti démocrate à l'échelle nationale. Hubert Humphrey fut la cheville ouvrière de cette fusion. Le surnom de DFLers est souvent utilisé au Minnesota pour désigner les membres du Parti démocrate. 
En 1954, Orville Freeman fut le premier représentant du parti à être élu gouverneur du Minnesota. Plus tard, ce seront Hubert Humphrey puis Walter Mondale (tous deux vice-présidents des États-Unis) qui seront les plus célèbres représentants du parti. 
L'actuel gouverneur, Tim Walz, ainsi que son prédécesseur Mark Dayton, en sont issus.